# Авелан, Фёдор Карлович
Фёдор Ка́рлович Авела́н (швед. Theodor Kristian Avellan; 31 августа [12 сентября] 1839, Ловиза, Великое княжество Финляндское — 17 [30] ноября 1916, Петроград) — русский военно-морской и государственный деятель, генерал-адъютант (1903), полный адмирал (1905), в 1903—1905 годах — управляющий Морским министерством.

## Биография
Происходил из дворян Великого княжества Финляндского. Родился в семье отставного поручика русского линейного батальона Карла Августа Авелана (30.9.1812, Куопио — 4.5.1846, Ловиза) и Надин Юстины Эрикссон (13.11.1818, Швеция — 4.4.1907, Санкт-Петербург).
В восьмилетнем возрасте, 12 ноября 1847 года был зачислен в морскую роту Александровского кадетского корпуса для малолетних. С 31 августа 1849 года воспитывался в Морском кадетском корпусе; 20 августа 1855 года был произведён в гардемарины и через 10 дней зачислен на действительную службу.
По окончании Морского кадетского корпуса в 1857 году был произведён в мичманы и зачислен в 26-й флотский экипаж; 13 мая 1860 года был переведён в 11-й флотский экипаж. Находился в плавании по Тихому океану. C 15 октября 1860 по 1 августа 1862 года — на винтовом клипере «Абрек» под командованием капитана 2-го ранга К. П. Пилкина; с 1 августа 1862 года — на винтовой лодке «Морж» (командир капитан-лейтенант А. М. Линден); с 17 ноября 1862 года — на корвете «Новик» (командир капитан-лейтенант К. Г. Скрыплёв); 1 января 1863 года получил чин лейтенанта и 8 марта был переведён в 5-й флотский экипаж.
С 11 октября 1863 по 23 октября 1864 года плавал в Балтийском море на клипере «Гайдамак» (командир капитан-лейтенант А. А. Пещуров). Во время стрельбы из револьвера мичман П. Н. Дурново ранил Ф. К. Авелана в руку — пуля раздробила кисть руки, позже Авелан поправился; 11 декабря 1864 года был переведён в 10-й флотский экипаж.
Под командой капитан-лейтенанта Я. М. Дрешера летом 1865 года плавал в Балтийском море на 53-пушечном парусно-винтовом фрегате «Громобой»; 26 февраля 1866 года был переведён в 3-й флотский экипаж — вахтенным начальником фрегата «Громобой» (командир капитан 2-го ранга Г. Н. Забудский) и корвета «Баян» (командир капитан-лейтенант Карл Фёдорович Кульстрем). С 14 сентября 1868 года — старший офицер винтового клипера «Гайдамак».
Переведён в 4-й флотский экипаж 3 марта 1869 года и участвовал (в период с 5.6.1869 по 6.6.1872) в кругосветном плавании старшим офицером винтового клипера «Гайдамак» (командир капитан-лейтенант М. Е. Колтовский); был отмечен орденом Святой Анны 3-й степени; 16 апреля 1872 года произведён в чин капитан-лейтенанта; 28 июня 1872 года был назначен старшим офицером броненосного фрегата «Минин» с переводом в 5-й флотский экипаж.
После перевода в 1-й флотский экипаж с 22 июня 1873 года служил на броненосном фрегате «Князь Пожарский», на котором под командой капитана 2-го ранга В. Г. Басаргина, участвовал в очередном длительном плавании — до сентября 1875 года и «за 20 шестимесячных компаний» получил орден Святого Владимира 4-й степени с бантом.
Весной 1878 года находился в заграничном плавании на германском коммерческом пароходе «Цимбрия» с целью приёмки приобретённых в США крейсеров; 10 мая 1878 года был назначен исполнять обязанности командира крейсера «Азия», а 18 ноября 1879 года утверждён в должности.
С 10 сентября 1879 года принял командование клипером «Вестник», с которым в 1880—1883 годах находился в заграничном плавании; капитан 2-го ранга — с 1 января 1882 года. До марта 1885 года командовал бронепалубным корветом «Рында», затем назначен командиром винтового фрегата «Светлана» с переводом в Гвардейский экипаж.
С 1 января 1886 года Ф. К. Авелан — капитан 1-го ранга за отличие с назначением командиром бронепалубного корвета «Рында» с оставлением в Гвардейском экипаже. Находился в заграничном плавании с 8 мая 1886 по 24 июня 1889 года; 29 июля 1889 года был назначен командиром Гвардейского экипажа, а 1 января 1890 — командиром 3-го флотского экипажа с награждением орденом Святого Владимира 3-й степени; 1 января 1891 года за отличие получил чин контр-адмирала и 6 мая был назначен исполнять обязанности начальника штаба Кронштадтского порта (утверждён 8 октября).
Дальнейший послужной список Ф. К. Авелана:

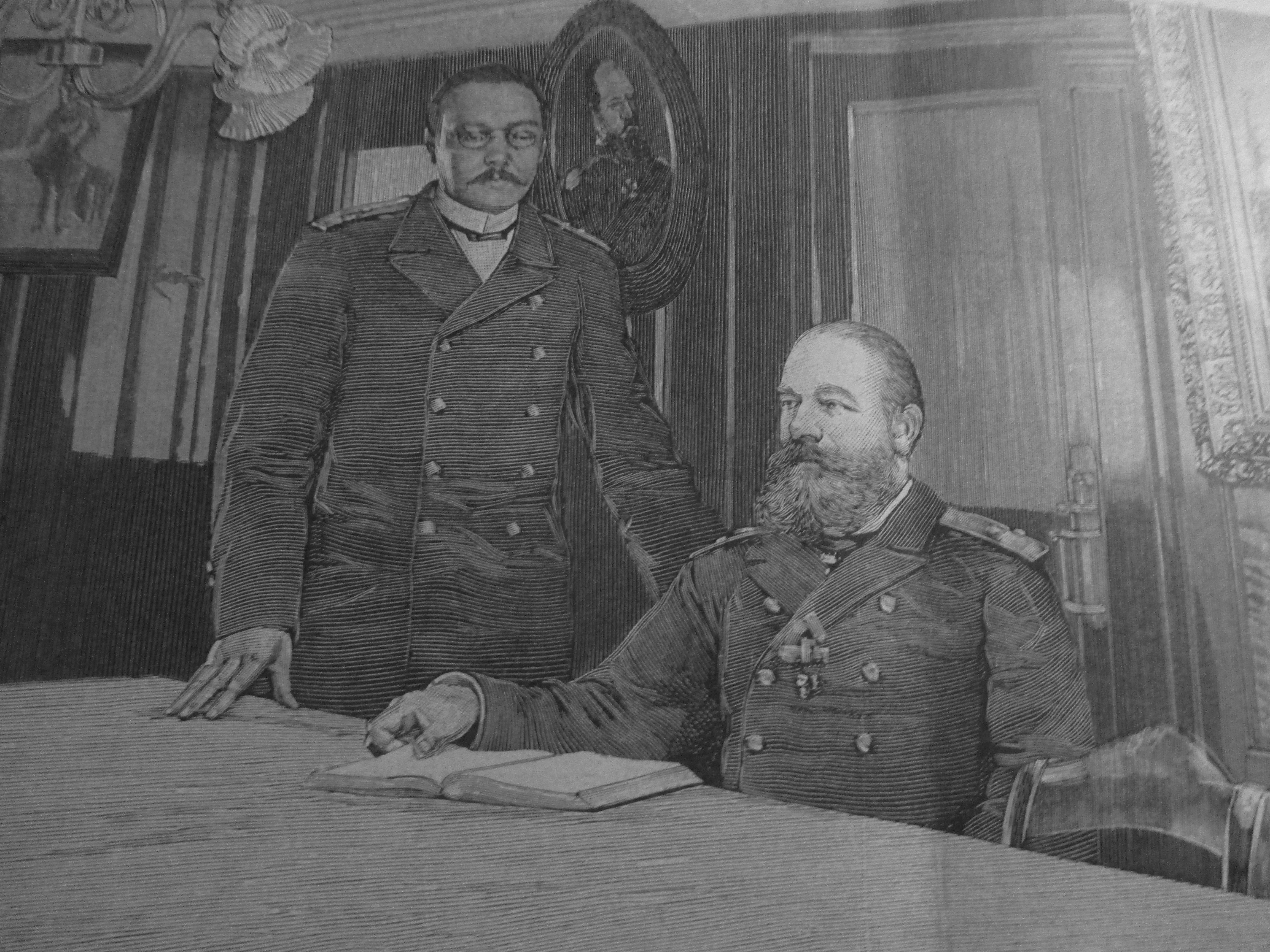
Адмирал Ф. К. Авелан с графом Н. М. Толстым на борту «Памяти Азова» (1893)

- 9 июля — 1 августа 1893 — младший флагман эскадры Средиземного моря в плавании на крейсере «Память Азова».
- 1 августа — 11 сентября 1893 — командующий эскадрой Средиземного моря в плавании на крейсере «Память Азова».
- 11 сентября 1893 — 21 апреля 1894 — командующий эскадрой Средиземного моря в плавании на эскадренном броненосце «Император Николай I». Командовал русской эскадрой во время визита в Тулон в октябре 1893 года, а затем посетил Париж в рамках празднования франко-русского альянса. Этот визит имел большое дипломатическое значение[4].
- 17 января 1894 — зачислен в 12-й флотский Её Величества королевы эллинов экипаж.
- 21 апреля — 27 апреля 1894 — командующий эскадрой Средиземного моря в плавании на крейсере 1-го ранга «Память Азова».
- 27 апреля — 18 сентября 1894 — командующий эскадрой Средиземного моря в плавании на эскадренном броненосце «Император Николай I».
- 18 сентября 1894 — командующий эскадрой Средиземного моря в плавании на канонерской лодке «Кубанец».
- 7 ноября 1894 — младший флагман 2-й флотской дивизии.
- 1 января 1895 — помощник начальника Главного морского штаба.
- 21 мая — 8 сентября 1895 — врид начальника Главного морского штаба.
- 14 ноября — 1 декабря 1895 — командирован в Либаву и Севастополь для инспектирования учебных сборов шкиперов и штурманов дальнего и каботажного плавания.
- 8 января 1896 — член конференции Николаевской морской академии
- 26 июня 1896 — командующий отрядом судов Балтийского моря, назначенных для испытаний (отряд вновь построенных и вводимых в строй кораблей), флаг на эскадренном броненосце «Сисой Великий».
- 13 июля 1896 — исполняющий обязанности начальника ГМШ.
- 6 декабря 1896 — Вице-адмирал с утверждением в должности начальника Главного морского штаба.
- 7 июля — 19 июля 1897 — врид управляющего Морским министерством.
- 8 марта — 21 апреля 1898 — врид управляющего Морским министерством.
- 12 июля — 9 сентября 1898 — врид управляющего Морским министерством.
- 17 июня — 3 августа 1899 — врид управляющего Морским министерством.
- 3 июля — 31 августа 1901 — врид управляющего Морским министерством.
- 4 марта 1903 — ид управляющего Морским министерством.
- 10 марта 1903 — утверждён в должности управляющего Морским министерством.
- 6 апреля 1903 — генерал-адъютант.
- 20 октября 1903 — почётный член Конференции Николаевской морской академии с оставлением в должности и звании.
- 17 апреля 1905 — адмирал с оставлением в должности и звании генерал-адъютанта.
- 29 июня 1905 — уволен от должности управляющего морским министерством по собственному прошению с оставлением звания генерал-адъютанта.
- 11 октября 1914 — член Государственного совета.

Умер 17 (30) ноября 1916 года. Похоронен в Санкт-Петербурге на Смоленском лютеранском кладбище.

## Награды
- Орден Святого Станислава 3-й степени (01.01.1869)
- Орден Святой Анны 3-й степени (01.01.1872)
- Орден Святого Владимира 4-й степени с бантом «за 20 шестимесячных компаний» (29.12.1875)
- Орден Святого Станислава 2-й степени (01.01.1879)
- Орден Святой Анны 2-й степени (18.06.1879)
- Орден Святого Владимира 3-й степени «за заграничное плавание» (01.01.1890)
- Орден Святого Станислава 1-й степени (01.01.1894)
- Орден Святой Анны 1-й степени (14.05.1896)
- Орден Святого Владимира 2-й степени (06.12.1899)
- Орден Белого орла (06.12.1902)
- Орден Святого Александра Невского при Высочайшем рескрипте (06.06.1907)
- Алмазные знаки к ордену Святого Александра Невского (25.03.1912)
- Орден Святого Владимира 1-й степени (10.04.1916)
- Светло-бронзовая медаль «В память войны 1853-1856 гг.» (1856)
- Бронзовая медаль «В память царствования Императора Николая I» (1896)
- медаль «В память царствования императора Александра III» (1896)
- медаль «За труды по первой всеобщей переписи населения» (1897)
- медаль «В память коронации Императора Николая II» (1898)
- Знак отличия беспорочной службы за XL лет (22.08.1898)
- Знак в память окончания градусных измерений на острове Шпицберген (1902)
- Знак отличия беспорочной службы L лет (22.08.1909)
- Золотой знак в память окончания полного курса наук Морского кадетского корпуса (1910)
- медаль «В память 300-летия царствования дома Романовых» (1913)
- медаль «В память 200-летия морского сражения при Гангуте» (1914)

'Иностранные:
- итальянский Орден Святых Маврикия и Лазаря, офицерский крест (1875)
- датский Орден Данеброг, командорский крест (1879)
- гавайский Орден Капиолани, командорский крест (1883)
- греческий Орден Спасителя 2-й степени (1884)
- мекленбург-шверинский Орден Грифона 2-й степени со звездой (1896)
- греческий Орден Спасителя, большой крест (1897)
- бразильский Ордена Розы, командорский крест со звездой (1889)
- французский Орден Почётного легиона, командорский крест (1891)
- французский Орден Почётного легиона, большой крест (1893)
- турецкий Орден Меджидие, большой крест (1894)
- бухарский Орден Благородной Бухары 1-й степени с алмазами (1896)
- австрийский Орден Франца Иосифа, большой крест (1897)
- сиамский Орден Короны 1-го класса (1897)
- прусский Орден Короны 1-го класса (1897)
- болгарский Орден Святого Александра 1-й степени (1898)
- румынский Орден Звезды Румынии, большой крест (1899)
- японский Орден Восходящего Солнца 1-й степени (1900)
- персидский Орден Льва и Солнца 1-й степени (1900)
- испанский Орден Военно-морских заслуг, большой крест (1901)
- прусский Орден Красного орла 1-й степени (1902)
- итальянский Ордена Святых Маврикия и Лазаря, большой крест (1902)
- шведский Орден Меча 1-го класса (1902)

## Семья
Жена: Адалинда Адольфовна (урождённая Одалинда Эва София Эрикссон; 28.6.1848 — 30.12.1919, Петроград), дочь вице-адмирала Юстуса Адольфа Эрикссона (14.10.1820, Швеция — 23.3.1895, Петербург) и Густавы Фредрики Кристен (2.3.1824, Петербург — 9.10.1906, Петербург). Их дети:
- Ольга (24.12.1874 — не ранее 1917).
- Надежда (15.10.1876 — не ранее 1917) — 6.9.1917 года сочеталась браком со своим двоюродным братом Николаем Адольфовичем Эриксоном, командиром крейсера «Аврора» во время Октябрьской революции[5]>, который впоследствии эмигрировал в Швецию.
- Мария (2.1.1885 — после 1950) — в декабре 1919 в Морском управлении белогвардейской Северо-Западной армии, в ноябре 1920 эвакуировалась из Крыма в Бизерту (Тунис), в 40—50-х годах переехала во Францию, умерла в доме престарелых русских беженцев в ЛеПере[уточнить] (Франция).

## Адреса в Санкт-Петербурге
В столице российской империи по данным справочника «Весь Петербург — Весь Петроград (1894—1917)» жил по следующим адресам:
- 1895—1905 — Адмиралтейский проезд, 1;
- 1905—1909 — 1-я линия ВО, 2;[6]
- 1910—1912 — Потемкинская ул., 3;[7]
- 1912—1916 — Маяковского ул., 36-38[8].